# Can Mateu (Sant Boi de Llobregat)
Can Mateu és una casa a la vila de Sant Boi de Llobregat (el Baix Llobregat) inclosa en l'Inventari del Patrimoni Arquitectònic de Catalunya.

## Arquitectura
Es tracta d'una casa entre mitgeres, amb façana al carrer Major i pati a la part del darrere. Les reduïdes dimensions de la façana no resta elegància a la porta principal, amb arc de mig punt remarcat per carreus i dovelles de factura regular i ben escairada que s'ha mantingut fins al moment en un bon estat, així com les pedres en dues dimensions alternades i la llinda amb la data gravada que emmarquen la finestra de la primera planta. La petitesa de l'obertura del segon pis sembla indicar que estava habilitat com a golfes o graner, fins i tot podria fer les funcions de magatzem, donat que el carrer major era seu de tallerets i comerços. Un ràfec de bigues de fusta, de considerables dimensions, protegeix la façana de les aigües de la teulada, amb vessant del carrer. L'interior està molt degradat i fa les funcions de magatzem.

## Història
No hi ha dades històriques concretes d'aquest casal, però per la data que consta a la façana (1675) es va construir al gran moment de Sant Boi, quan el pas del riu per anar o tornar de Barcelona era obligat per aquest contrada, doncs el pont de Molins de Rei encara no s'havia construït. Aquesta obligatorietat de pas, va convertir la població en un centre comercial important i una vila estratègica en tots els aspectes. Són d'aquests temps els altres grans casals de Sant Boi: Cal Silio, Cal Fraret, Cal Puig, Cal Diví... i d'altres.
Posteriorment fa de magatzem. El 1879 Joan Mateu va fer obrir la porta d'entrada al pati de darrere.